# Zebiniso Rustamova
Zebinisso Sanginovna Rustamova (Duxambé, 29 de janeiro de 1955) é uma arqueira tajique, medalhista olímpica.

## Carreira
Zebiniso Rustamova representou seu país nos Jogos Olímpicos em 1976, ganhando a medalha de bronze no individual em 1976.